# Virey
Virey település Franciaországban, Manche megyében. Lakosainak száma 1009 fő (2018. január 1.). Virey Isigny-le-Buat, Martigny, Grandparigny, Saint-Brice-de-Landelles, Saint-Hilaire-du-Harcouët és Saint-Martin-de-Landelles községekkel határos.

## Népesség
A település népessége az elmúlt években az alábbi módon változott:
| Lakosok száma | 910  | 921  | 836  | 821  | 898  | 1011 | 1042 | 1060 | 1057 | 1009 |
|               | 1962 | 1968 | 1982 | 1990 | 1999 | 2008 | 2011 | 2013 | 2017 | 2018 |